# 科威特奧林匹克委員會
科威特奧林匹克委員會（英語：Kuwait Olympic Committee）是科威特的國家奧林匹克委員會。該組織成立於1957年，是國際奧委會和亞洲奧林匹克理事會的成員。1968年，該國首次派員參加在墨西哥城舉行的夏季奧運會。

## 2010至2012年禁賽
2009年6月，科威特政府由於干預國內的體育事務而被國際奧委會實施兩年的禁賽。因此，科威特運動員在2010年的亞運會和同年的青少年奧運會中也只能以「個人」名義參賽，並使用國際奧委會五環旗為旗幟。2012年7月，這項禁賽令解除，故科威特可於同年的夏季奧運會使用該國的國旗參賽。

## 2015年禁賽
2015年10月，由於干預體育，科威特政府被國際奧林匹克委員會禁賽，經過上訴仍遭駁回，9名科威特運動員只能以「獨立奧林匹克運動員」的身分參加奧運，隊旗為奥林匹克旗帜，同時FIFA以及FIBA
2018年8月亞運前夕，儘管仍處於禁賽狀態，國際奧委會仍暫時允許科威特以國家名義參加2018年亞洲運動會。後來該國也被允許以國家名義參加2018年夏季青年奧林匹克運動會。2019年7月，國際奧委會正式宣佈完全取消對科威特奧委會的禁令。

## 外部連結
- 科威特奧林匹克委員會